# Мелкий бес
«Мелкий бес» — роман русского писателя Фёдора Сологуба, впервые опубликованный (частично) в 1905 году. Именно это произведение Сологуба имело наибольший читательский успех, выдержав одиннадцать прижизненных изданий.

## Публикация
Как сказано в предисловии, роман писался десять лет (1892—1902), хотя работа собственно над «Мелким бесом» началась с 1897 года: до этого было множество набросков, планов, которые частично предполагались для «Тяжёлых снов», но так и не вошли в них. В основу сюжета романа легли реальные события, свидетелем которых был автор в годы службы в Великих Луках: история учителя Ивана Ивановича Страхова (прототип Передонова), одержимого идеей получить инспекторское место и закончившего дни в сумасшедшем доме.
Провести роман в печать оказалось нелегко. Несколько лет Сологуб обращался в редакции различных журналов, — рукопись читали и возвращали, роман казался «слишком рискованным и странным». Впервые роман напечатан в журнале «Вопросы жизни» за 1905 год (№ 6—11), но его публикация оборвалась в связи с закрытием журнала. Журнальная публикация прошла незамеченной (единственная рецензия: Л. Д. Зиновьева-Аннибал — «Весы», 1905). То был год Первой Русской революции, и политические ожидания возвысились над вопросами искусства и литературы, поэтому «Мелкий бес» прошёл незамеченным широкой публикой и критикой. Только в марте 1907 года, когда роман вышел отдельным изданием, он не только получил справедливое признание читателей и внимание литературных критиков, но и стал одним из самых популярных произведений предреволюционной России. При жизни Сологуба вышло 11 изданий «Мелкого беса». Только с 1907 по 1910 год роман выходил отдельными изданиями шесть раз, общий тираж составил около 15 тыс. экземпляров. В СССР вышло 2 посмертных издания (1933, 1958), затем, начиная с 1988 года, роман издаётся массовыми тиражами.

## Образы и сюжетные линии

### Передонов
В романе изображена душа зловещего учителя-садиста Ардальона Борисовича Передонова на фоне тусклой бессмысленной жизни провинциального города. Зависть, злость и предельный эгоизм довели Передонова до полного бреда и потери реальности.
Передонов, учитель русского языка, томится в ожидании места инспектора, которое ему обещано далёкой княгиней, правда, обещано не ему лично, а через его сожительницу, «троюродную сестру» Варвару, которая живет с ним и хочет за него выйти. «Сумрачными глазами» Передонов глядел на мир и людей («На улице всё казалось Передонову враждебным и зловещим»).

Его чувства были тупы, и сознание его было растлевающим и умертвляющим аппаратом, — описывает его автор. — Всё доходящее до его сознания претворялось в мерзость и грязь. В предметах ему бросались в глаза неисправности, и радовали его. […] У него не было любимых предметов, как не было любимых людей, — и потому природа могла только в одну сторону действовать на его чувства, только угнетать их. Также и встречи с людьми. Особенно с чужими и незнакомыми, которым нельзя сказать грубость. Быть счастливым для него значило ничего не делать и, замкнувшись от мира, ублажать свою утробу.

Параллельно развёртывается панорама окружающей жизни, — всего того, что лепится к среднему, «маленькому», человеку, и хоть эта жизнь словно стеной отгорожена от Передонова, — он вовсе не антигерой: «под конец романа, — пишет критик Боцяновский В. Ф., — вас уже страшит не этот маньяк, не сам Передонов, а то общество, которое нисколько не лучше его. Матери и невесты наперебой стараются его залучить в свою семью. Окружающие преспокойно с ним уживаются. […] Пусть всем известно, что эти люди, быть может, нередко даже просто психически ненормальны, но с ними считаются». («Передоновщина — не случайность, а общая болезнь, это и есть современный быт России» — подтверждает сам Сологуб.)

…Передонов отправился домой. Смутные, боязливые мысли медленно чередовались в его голове.
Вершина окликнула его. Она стояла за решёткою своего сада, у калитки, укутанная в большой чёрный платок, и курила. Передонов не сразу признал Вершину. В её фигуре пригрезилось ему что-то зловещее, — чёрная колдунья стояла, распускала чарующий дым, ворожила.
<…> Вершина угощала и Передонова, — он отказался от чая.
«Ещё отравят, — подумал он. — Отравить-то всего легче, — сам выпьешь, и не заметишь, яд сладкий бывает, а домой придёшь, и ноги протянешь».

«Мелкий бес» стал объектом пристального внимания со стороны современной критики. О романе писали Александр Измайлов, Корней Чуковский, Лев Шестов, Разумник Иванов-Разумник.

Огромная философская мысль положена в основу «Мелкого беса», — пишет критик П. С. Владимиров, — и эта-то мысль и служит причиной того, что роман не лежит на полках библиотек, а передаётся с рук на руки. <…>
Передонов отвратителен и гадок, <…> в его злобе-то и надо искать причину его отщепенства. Его злоба вечная, мистическая злоба. Хотя он и был сыном того быта, в котором жили все и он, но ни на кого не был похож. Он был сам по себе. «Я-то один, — а они-то все», — говорит о себе подпольный человек Достоевского, — и это же вполне применимо и к Передонову. Он не говорил, но мог бы сказать: «Я-то один, а они-то все».
Передонов был один и одинок. Все его близкие, или там друзья — не были близкими и друзьями, потому что никто из них не понимал его беспредельного горя рвущейся души из гнусных сетей гнусной недотыкомки, напротив они ещё более туманили его мысль, ещё сильнее затягивали на его шее петлю недотыкомки-Айсы, с каким-то неосознанным злорадством толкали его в самую глубокую бездну пошлости мелких страстей.

### Недотыкомка

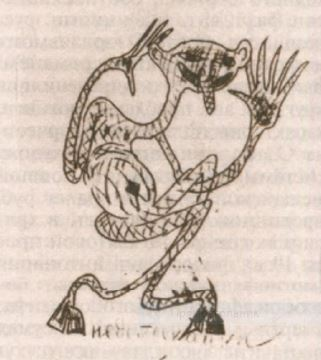
Недотыкомка (рисунок М. В. Добужинского (1907)

Как и Логина в «Тяжёлых снах», Передонова страшит сама жизнь. Если Логин говорит: «Я как-то запутался в своих отношениях к людям и себе. Светоча у меня нет… Мне жизнь страшна… Мертва она слишком!» и почти гордится осознанием своей мертвизны, то Передонов не может объяснить себе этой тоски и этого страха, он не знает, откуда он, он лишь чувствует, что «погибает», — остаётся только буквально «чураться». А в страх приводило его всё: улицы, трава, птицы, весь земной мир. Этот ужас и мрак Передонова вырвался наружу и воплотился в невоплотимой «недотыкомке». Недотыкомка появляется в 12-й главе романа «Мелкий бес», в которой описывается очистительный молебен и освящение новой квартиры Передонова и Варвары: «Во время молебна запах ладана, кружа ему голову, вызвал в нём смутное настроение, похожее на молитвенное. Одно странное обстоятельство смутило его. Откуда-то прибежала удивительная тварь неопределённых очертаний, — маленькая, серая, юркая недотыкомка. Она посмеивалась, и дрожала, и вертелась вокруг Передонова. Когда же он протягивал к ней руку, она быстро ускользала, убегала за дверь или под шкап, а через минуту появлялась снова, и дрожала, и дразнилась, — серая, безликая, юркая». Отогнать её помогает лишь языческое заклинание: «Наконец, уж когда кончался молебен, Передонов догадался и зачурался шёпотом. Недотыкомка зашипела тихо-тихо, сжалась в малый комок и укатилась за дверь». Недотыкомка изводила Передонова, и она же томила самого автора, написавшего стихотворение «Недотыкомка серая…»:

Недотыкомка серая

Всё вокруг меня вьётся да вертится, —

То не Лихо ль со мною очертится

Во единый погибельный круг?

Недотыкомка серая

Истомила коварной улыбкою,

Истомила присядкою зыбкою, —

Помоги мне, таинственный друг!

Недотыкомку серую

Отгони ты волшебными чарами,

Или наотмашь, что ли, ударами,

Или словом заветным каким.

Недотыкомку серую

Хоть со мной умертви ты, ехидную,

Чтоб она хоть в тоску панихидную

Не ругалась над прахом моим.

Это стихотворение написано 1 октября 1899 года, в самый разгар работы над «Мелким бесом». За это позднее ухватились некоторые критики — «Передонов это и есть Сологуб», забывая, что герой ограничен и не способен ни обозреть себя, ни выдвинуться из намеченного ему автором круга.
«Недотыкомка у него, — размышляет Владимир Боцяновский о месте этого образа в русской литературе, — своя собственная, хотя до него мучила Гоголя и почти так же мучила Достоевского. Чёрт Гоголя перекочевал к Достоевскому и теперь обосновался у Сологуба. Герои Достоевского, правда, видели его в несколько ином виде, почти всегда во сне. Чахоточному Ипполиту („Идиот“) является недотыкомка в виде скорпиона. Она была вроде скорпиона, но не скорпион, а гаже и гораздо ужаснее, и кажется, именно тем, что таких животных в природе нет… <…> Ивану Карамазову она является в виде приличного чёрта, одетого в коричневый пиджак от лучшего портного. <…> Передонов — это лишь разновидность Недотыкомки, новая форма кошмарного карамазовского чёрта…»
В отличие от чёрта в «Братьях Карамазовых» и чёрного монаха у Чехова, «недотыкомка гораздо более объективный образ. Передонов скорее лишь медиум, способный в силу своего болезненного состояния увидеть её, но это не означает, что болезненное состояние Передонова породило недотыкомку. Недотыкомка не столько свидетельствует о безумии Передонова, сколько о хаотической природе вещного мира. Она — символ этого хаоса и как таковой принадлежит миру, а не Передонову», — пишет В. Ерофеев.

### Саша и Людмила
В романе помимо сумрачных дел Передонова развивалась и другая история, выраженная в отношениях «скромного» гимназиста Саши Пыльникова и «весёлой» барышни Людмилы Рутиловой. Передонову везде чудились дурманы, а яд цветочных благоуханий погружал его в пугающее уныние, — Людмила же, напротив, «любила духи, выписывала их из Санкт-Петербурга и много изводила их, любила ароматные цветы», любила и «наряжаться, и одевалась откровеннее сестёр». Одурманивая всевозможной парфюмерией и возбуждая юношу потехи ради, Людмила скоро сама влюбилась в него. На Пыльникове Людмила Рутилова отрабатывала все свои желания, он — лишь покорялся.

Дарья спросила досадливо:
— Да что в нём интересного, скажи, пожалуйста?
Людмила все с тою же удивительною улыбкою задумчиво и медленно ответила:
— Какой он красавец! И сколько в нём есть неистраченных возможностей!
— Самый лучший возраст для мальчиков, — говорила Людмила, — четырнадцать-пятнадцать лет. Ещё он ничего не может и не понимает по-настоящему, а уж все предчувствует, решительно все. И нет бороды противной.
— Большое удовольствие! — с презрительною ужимкою сказала Валерия. <…>
Людмила сказала опять:
— Ничего вы не понимаете. Я вовсе не так его люблю, как вы думаете. Любить мальчика лучше, чем влюбиться в пошлую физиономию с усиками. Я его невинно люблю. Мне от него ничего не надо.

Скоро Саша весь пропах женскими духами и в довершение всего стал наряжаться в юбки и чулки — к радости Рутиловой.

— Люблю красоту. Язычница я, грешница. Мне бы в древних Афинах родиться. Люблю цветы, духи, яркие одежды, голое тело. Говорят, есть душа. Не знаю, не видела. Да и на что она мне? Пусть умру совсем, как русалка, как тучка под солнцем растаю. Я тело люблю, сильное, ловкое, голое, которое может наслаждаться.
— Да и страдать ведь может, — тихо сказал Саша.
— И страдать, и это хорошо, — страстно шептала Людмила. — Сладко и когда больно, — только бы тело чувствовать, только бы видеть наготу и красоту телесную.

Людмила и Саша быстро подружились нежною, но беспокойною дружбою. Дружба тем не менее несла в себе яд вынужденной несвободы, принуждённой тайны, которая проникала в их отношения чем-то тяжёлым, ими ещё еле уловимым. В конце романа уже выходит наружу не только истинная, эротическая подоплёка чувств Людмилы, которая раздевает юношу и покрывает его поцелуями, но и её разрушающее влияние на его душу.

Досадно было, что приходилось видеться урывками, и Саша вымещал досаду на самой Людмиле. Уже он частенько называл её Людмилкою, дурищею, ослицею сиамскою, поколачивал её. А Людмила на все это только хохотала.

## Создание романа
Образ города в романе восходит к Вытегре, где Сологуб жил в 1889—1892 годах. Персонажи «Мелкого беса», также как и «Тяжёлых снов», были наделены чертами своих живых моделей. Были реальные Передонов, барышни Рутиловы, история с маскарадом. Насколько известно, прототипом учителя был некий Страхов, по словам Сологуба, более безумный, чем Передонов, и действительно сошедший окончательно с ума в 1898 году. Что касается «симфонии духов» Людмилы Рутиловой, то большим любителем парфюмерии был сам писатель, на столе у которого, по воспоминаниям современников, всегда стоял флакон с духами. И дело даже не в самой парфюмерии, сколько в значении запаха, аромата для творчества Сологуба в целом.
Какие-то части, предполагавшиеся для «Тяжёлых снов» и оставленные, получили, наконец, своё развитие в «Мелком бесе». Было в романе и множество эпизодов, не включённых в окончательную редакцию, в частности глава, повествующая о приезде в городок двух столичных литераторов. Эта глава («Тургенев и Шарик») была опубликована в 1912 году и вызвала неудовольствие Максима Горького, приписавшего образ одного из литераторов себе.
В 1909 году Сологуб по мотивам своего романа написал одноимённую пьесу, поставленную в ряде театров Российской империи.

Этот роман — зеркало, сделанное искусно. Я шлифовал его долго, работая над ним усердно. Ровна поверхность моего зеркала, и чист его состав. Многократно измеренное и тщательно проверенное, оно не имеет никакой кривизны. Уродливое и прекрасное отражаются в нём одинаково точно.
— Из предисловия автора ко 2-му изданию, январь 1908 года

## Адаптации
- «Мелкий бес» (1909) — инсценировка Фёдора Сологуба
- «Мелкий бес» — инсценировка Романа Виктюка: Таллинский русский драматический театр (1983, 1990); Московский театр «Современник» (1989), Театр Романа Виктюка (2019).
- «Мелкий бес» (1989) — телеспектакль Давида Карасика
- Радиопостановка «Мелкий бес». Страницы романа (1991) — читает Александр Диденко.
- «Мелкий бес» (1995) — фильм Николая Досталя
- «Тварь» (1999) — пьеса Валерия Семеновского, опирающаяся на сюжет романа
- «Мелкий бес» (2007)[9] — инсценировка Антона Яковлева
- «Мелкий бес» (2012) — опера Александра Журбина
- «Мелкий бес» (2017)[10] — спектакль Красноярского театра кукол (режиссёр: А. Янушкевич, г. Минск)
- «Тварь» (2022)[11] — спектакль Александринского театра (режиссер: Никита Кобелев)